# Bowkeria
Bowkeria,  je mali biljni rod s tri vrste ograničene na istočne regije Južne Afrike. Smješten je u tribus Bowkerieae, i dio je porodice Stilbaceae, red medićolike (Lamiales). 

## Etimologija
Ime je dobio 1859. u znak priznanja za doprinos poznatog prirodoslovca, pukovnika Henryja Bowkera i njegove sestre Elizabeth južnoafričkoj botanici.

## Opis
Bowkeria ima samo 3 vrste, a sve su endemske u Južnoj Africi. Do nedavno je pripadao velikoj porodici Scrophulariaceae, ali nedavne molekularne studije su rezultirale premještanjem u Stilbaceae. Tipična je Bowkeria triphylla Harv., sinonim za Bowkeria vercillata. To je grm s više stabljika ili s jednom stabljikom visok oko 3-5 m, povremeno može biti malo stablo. Ostale 2 vrste su: Bowkeria citrina, rijedak grm iz sjevernog KwaZulu-Natala i Mpumalange, sa žutim cvjetovima i lišćem s mirisom limuna; i B. verticillata koji ima ljepljive, bijele cvjetove jakog mirisa koji se rađaju pojedinačno i javlja se u Istočnom Kapu, KwaZulu-Natalu i Free State te u Lesotu. 

## Vrste
1. Bowkeria citrina Thode
2. Bowkeria cymosa MacOwan
3. Bowkeria verticillata (Eckl. & Zeyh.) Druce